# Ори Алон
Ори Алон (на английски: Ori Allon; на иврит: אורי אלון) е австралийски информатик от еврейски произход.

## Биография
Роден е в Израел. През 1999 година се премества в Австралия, за да учи в Мелбърнския университет „Монаш“, завършвайки го през 2005 година с магистърска степен. През 2009 година получава докторско звание от Университета на Нови Южен Уелс. Алон е създател на „Orion Search Engine“, известен за по-кратко като алгоритъм „Orion“ или само „Orion“. Този алгоритъм, позволява потребителят да въведе ключова дума и да му бъде върнат като резултат от търсене – страници, който съдържат въведената ключова дума и страници, които съдържат думи, силно свързани с ключовата дума. През 2006 година компанията „Google“ купува технологията и наема на работа нейния създател. Алон работи в централата на компанията в Калифорния, където негова основна задача е внедряването на алгоритъма „Orion“ в търсещата машина на „Google“ и разработването на нови алгоритми, повишаващи качеството на търсенето.